# コクサイエアロマリン
コクサイエアロマリン株式会社（Kokusai Aeromarine Co., Ltd.）は日本の港湾運送、倉庫業事業を行う株式会社。